# Passo di Angars'kyj
Il passo di Angars'kyj (in ucraino Ангарський перевал?, Anhars'kyj pereval; in russo Ангарский перевал?, Angarskij pereval; in tataro di Crimea Anğara boğazı) è un valico, situato a 752 m sul livello del mare, sull'asse stradale Sinferopoli-Alušta che attraversa i monti della Crimea collegando la capitale con le località balneari sul Mar Nero.

## Etimologia
Il passo prende nome dal fiume Angarà, tributario del Salhir (in russo Salgir), principale corso d'acqua della Crimea.

## Storia
Nel Medioevo un tortuoso sentiero pedonale raggiungeva il passo; bisogna attendere il 1824 per il passaggio della prima linea postale, una volta trasformato in strada.
Il tracciato è stato allargato due volte, nel 1935 per consentire il transito di veicoli e nel 1959 durante i lavori per la costruzione della filovia Sinferopoli-Alušta-Jalta.

## Attualità
Il passo di Angars'kyj è il punto di partenza per escursioni in montagna e d'inverno una frequentata stazione sciistica. 
Qualche anno fa su tale valico è stato realizzato un monumento collocando, su una piattaforma rialzata, un vecchio filobus accuratamente restaurato, modello Škoda 9TrH29 e matricola n° 2012, che per anni ha svolto la lunghissima linea 52 passando da qui.

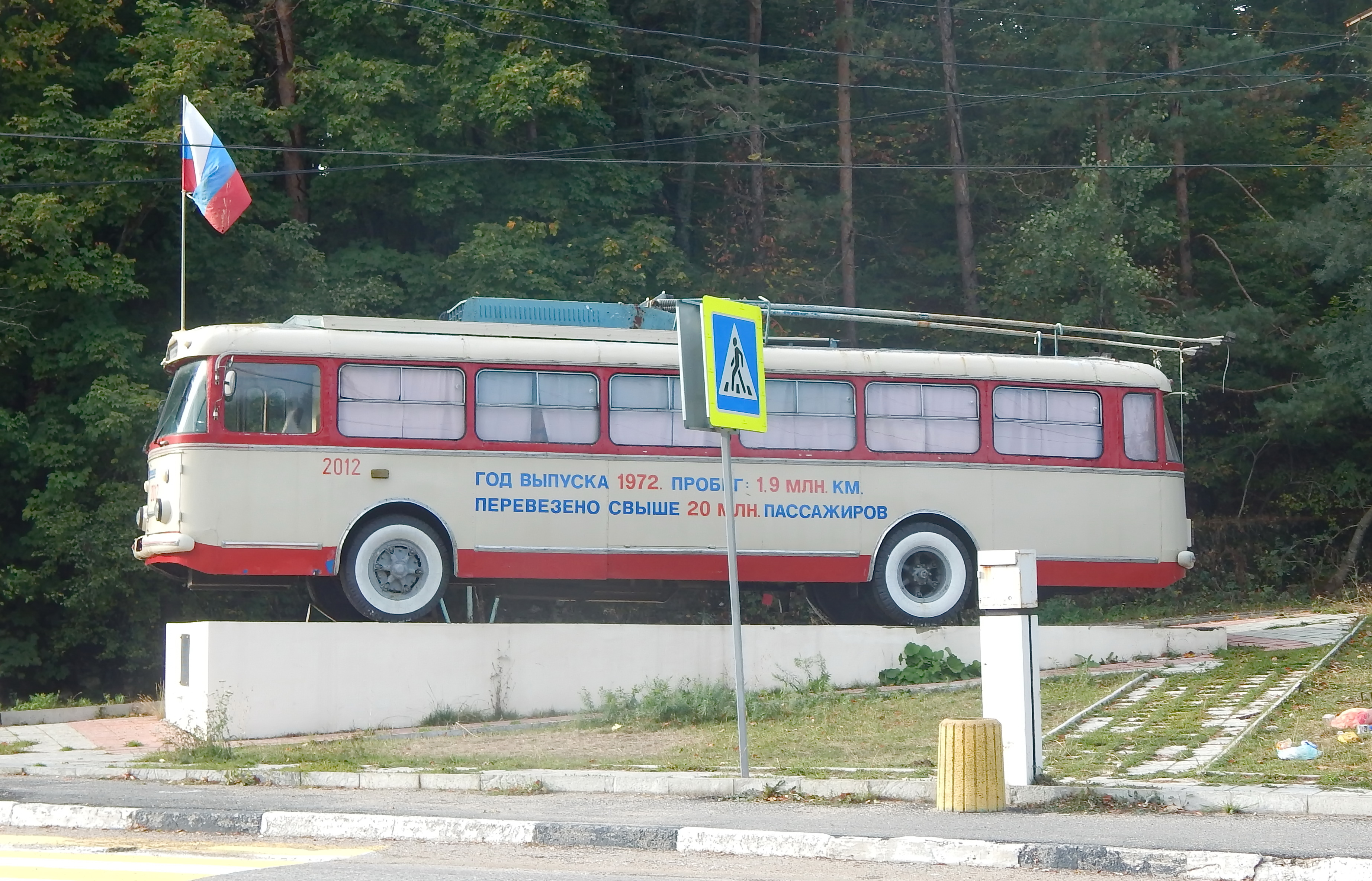
Monumento al filobus Škoda 9TrH29 № 2012

## Trasporto pubblico
La Krymtrolleybus gestisce la filovia Sinferopoli-Alušta-Jalta (linea 52) e quella Sinferopoli-Alušta (linea 51) che hanno un'importante fermata sul passo.